# Andreas Schöll
Andreas Schöll (* 12. November 1969 in Nürnberg) ist ein ehemaliger deutscher Fußballspieler und -trainer.

## Werdegang

### Spieler
Schöll begann beim TSV Johannis 83 Nürnberg mit dem Fußball. Als B-Jugendlicher wechselte er zur SpVgg Fürth. Bei Fürth entwickelte sich das Talent von Schöll gut. Als A-Jugendlicher spielte er bereits in der Landesliga. Zwei Jahre später wurde er vom Bundesligisten 1. FC Nürnberg unter Vertrag genommen. Sein Debüt im Oberhaus des deutschen Fußballs gab er bei der 0:4-Pleite beim Hamburger SV, als er in der 70. Spielminute eingewechselt wurde. Doch Verletzungen warfen Schöll in seiner Entwicklung zurück. Er verließ den Club ohne einen weiteren Einsatz, anschließend spielte er für die TSV Vestenbergsgreuth. Mit dem TSV lief er erst in der Bayernliga, dann in der Regionalliga auf. Zur Saison 1995/96 wechselte er zu Wacker Burghausen, anschließend gab er kurze Gastspiele in England beim FC Walsall und in den USA bei den Detroit Rockers. Nach seiner Rückkehr nach Deutschland spielte er noch für den SC Weismain, SG Post/Süd Regensburg, Jahn Regensburg und den 1. SC Feucht.

### Trainer
Nach seiner Zeit als Spieler übernahm er das Traineramt bei unterschiedlichen Vereinen im Amateurbereich, seine Stationen waren 1. SC Feucht II, SV Pölling, SV Seligenporten, SpVgg Heßdorf, 1. FC Kalchreuth, FSV Erlangen-Bruck U 19 und die DJK Ammerthal.
Schöll besitzt seit 2011 die Trainer A-Lizenz.